# Джерело біля села Рогинці
Джерело́ бі́ля с. Роги́нці — гідрологічна пам'ятка природи місцевого значення в Україні. Розташоване в межах Роменському районі Сумської області, на північний схід від села Рогинці. 
Площа 0,02 га. Статус присвоєно згідно з рішенням Сумського облвиконкому від 27.06.1973 року № 504. Перебуває у віданні: Рогинська сільська рада.

## Загальна характеристика
Самовиливне джерело розташоване на дні балки, що впадає у верхів'я річки Хмелівки (притока Сули). До нього під'їзд ґрунтовими дорогами. Дебіт (окомірний) — 2 л/хв, температура води 8°C, глибина — 0,5 м. Смакові якості води добрі. Використовується для пиття, в релігійних та обрядових цілях.

## Історія
Місцеві жителі називають джерело Святою криницею і використовують воду з лікувальною метою. Територія біля джерела доглянута. Над джерелом споруджено альтанку, поруч обладнано купальню.

## Легенди
Як свідчать місцеві жителі, біля цього джерела в 1956 році відбулося явлення Божої Матері. Працюючи в полі, колгоспники попросили одну жінку принести холодної води. Та підійшла до джерела і побачила Божу Матір, яка занурювалася у воду. Звістка про це швидко розповсюдилася по навколишніх селах. Згодом селяни бачили повторення цього дива на тому ж місці. Місце явлення стало привертати паломників, як з ближніх сіл, так і з міста, які відвідували місцевий храм, сповідалися, причащалися і з вірою черпали воду з благодатного джерела. За спогадами старожилів, бували дні, коли в храмі сповідалося до тисячі паломників. Згодом Це місце розорали, вивозили туди сміття, виливали паливні відходи, але вода все одно виходила з-під землі.[джерело?]